# ناحية ذيبين
ناحية ذيبين إحدى نواحي سوريا تتبع إداريّاً لمحافظة السويداء منطقة صلخد ومركزها بلدة ذيبين، بلغ تعداد سكان الناحية 6,900 نسمة حسب التعداد السكاني لعام 2004.

## بلدات وقرى ناحية ذيبين
بكا، ذيبين، أم الرمان